# Castelo de Strambino
O Castelo de Strambino (em italiano:  Castello di Strambino) é um castelo localizado em Strambino na Itália.

## História
O castelo foi mencionado pela primeira vez com o nome de Castrum Strambini em um documento do século XII, quando provavelmente estava sob a autoridade do Bispo de Ivrea. A estrutura passou por inúmeras modificações e diversas reformas ao longo dos séculos. O castelo tornou-se propriedade alodial dos Condes de San Martino em 1797. Em 1870, foi finalmente comprado pelo Marquês Scarampi de Villanova.

## Descrição
O complexo é composto por diversos edifícios de diferentes períodos. O núcleo mais antigo é representado pelo chamado Castelo de Arduíno (século XI), a expansão ao sul corresponde ao Castelo Gótico (século XV), enquanto o palácio construído mais ao sul do Castelo Gótico, sobre as muralhas da antiga fortaleza, constitui o Castelo Senhorial (século XVII).

## Galeria

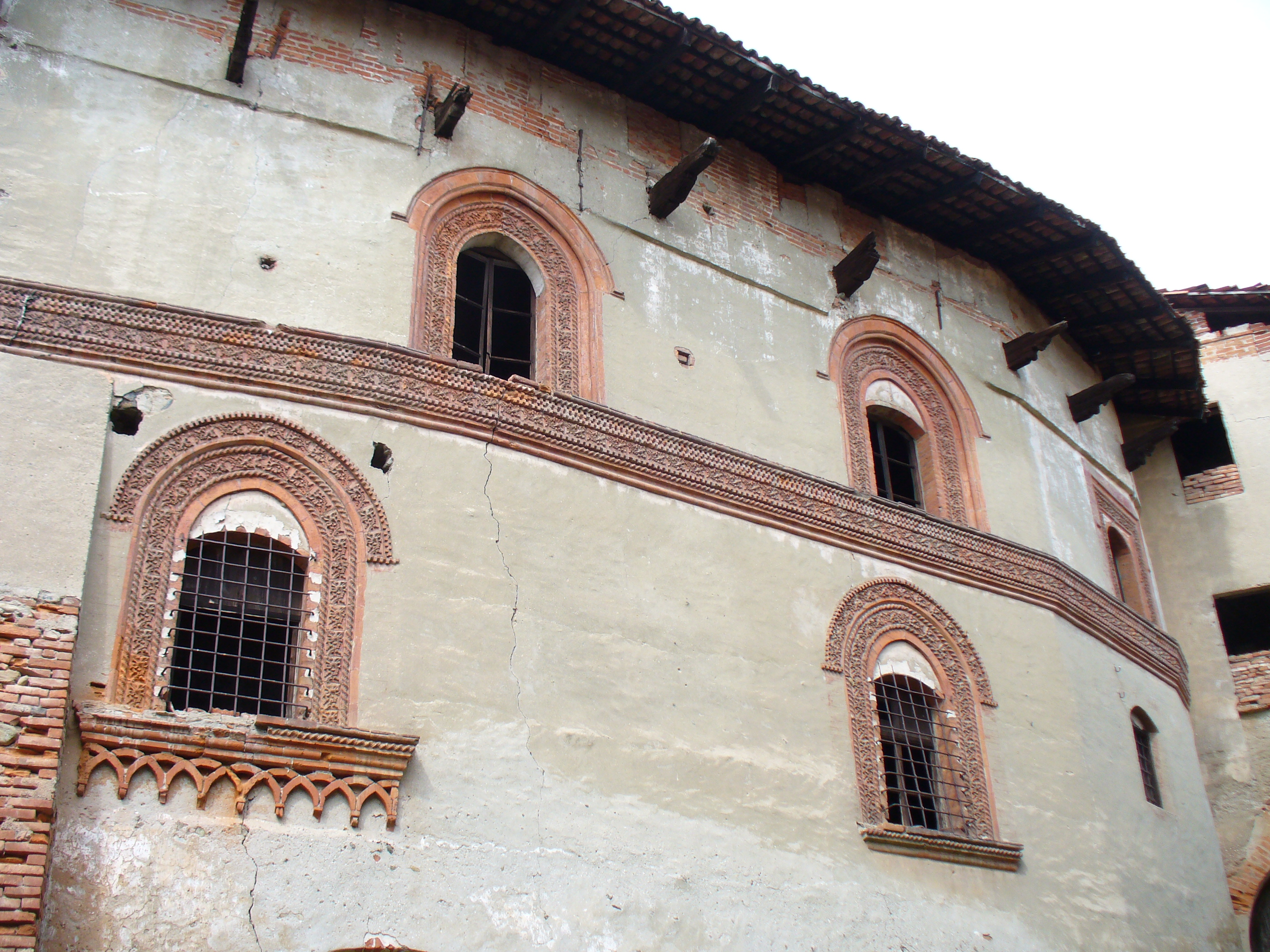
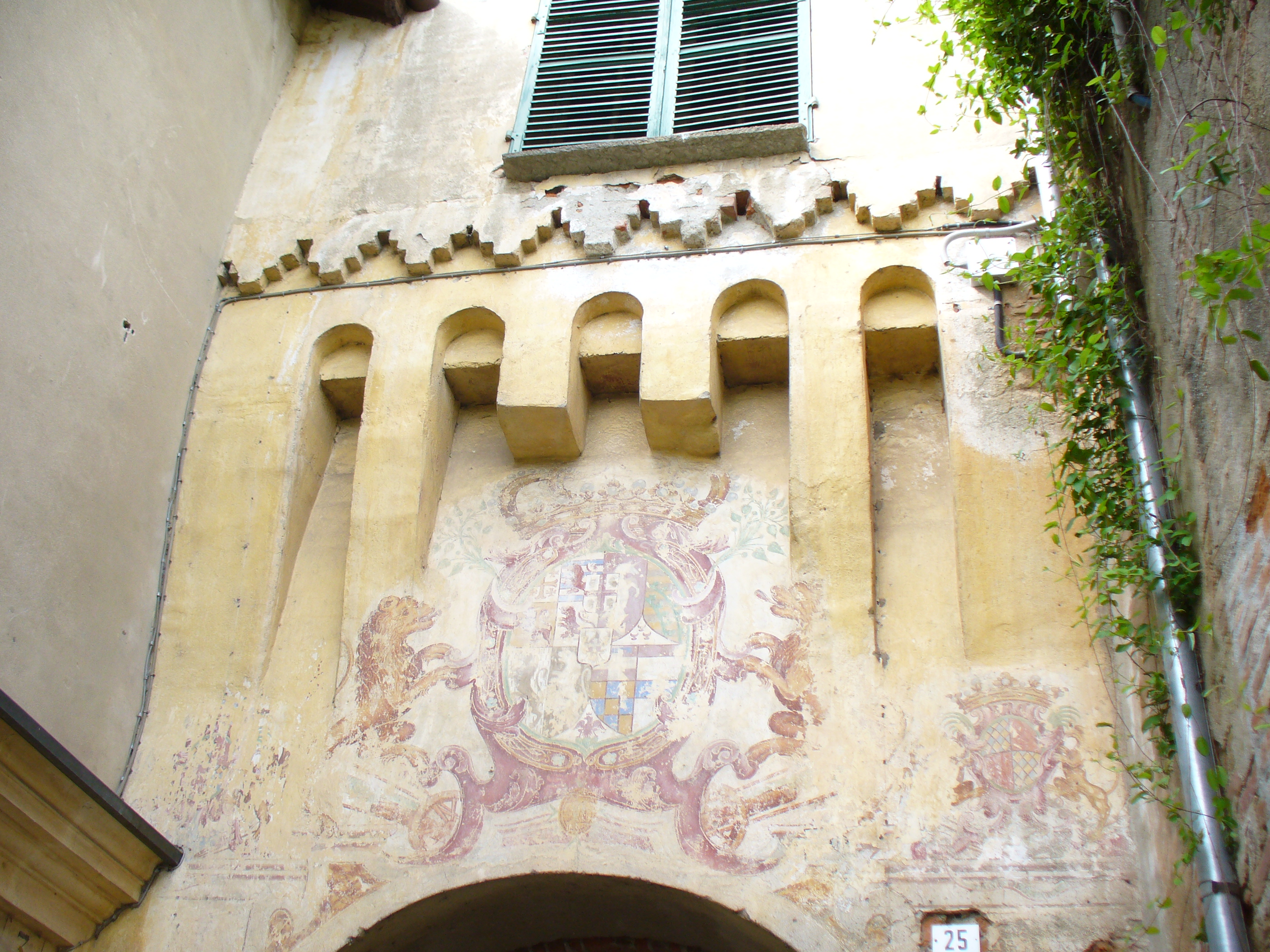
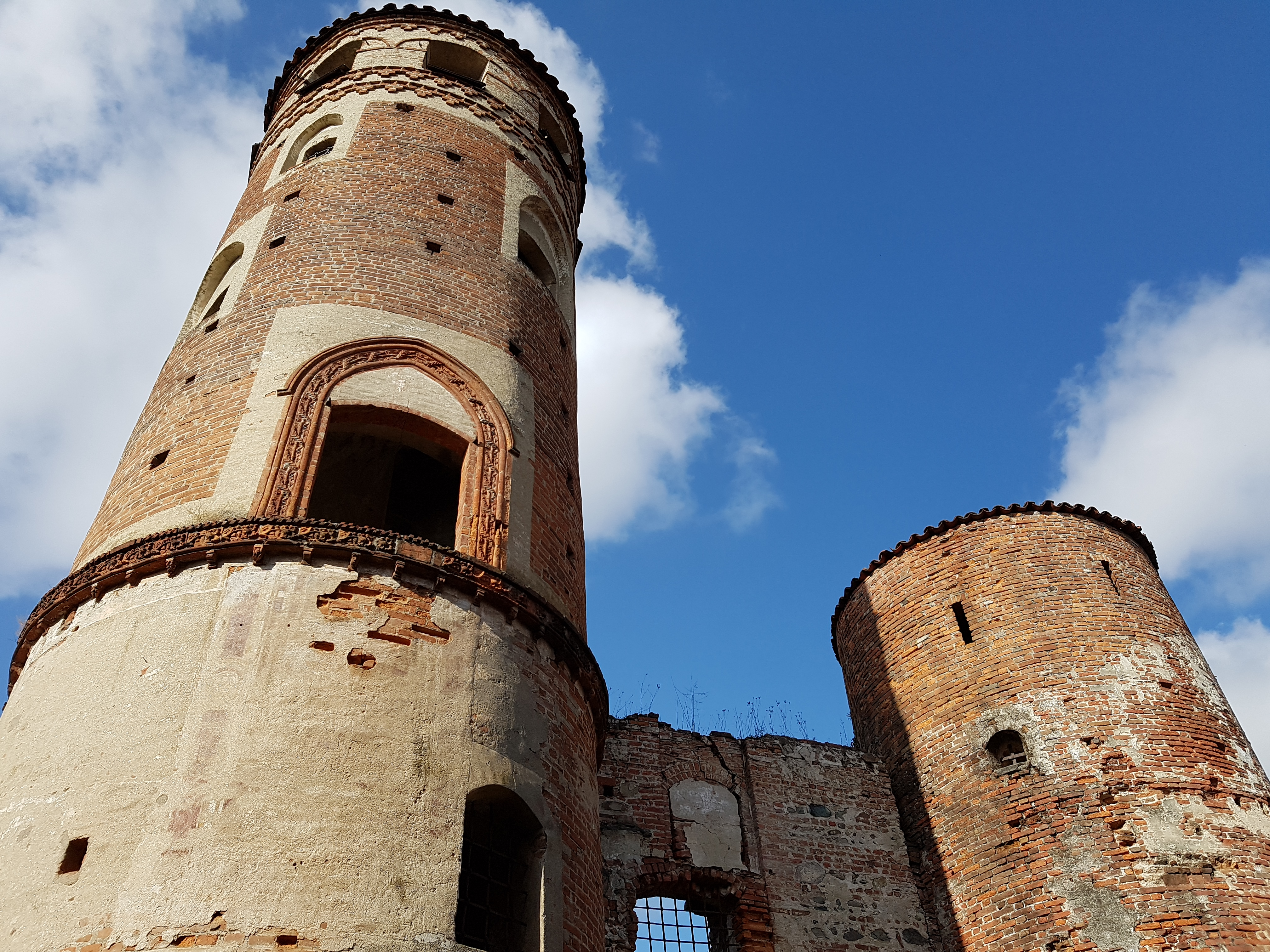